# Homogentisinezuur
Homogentisinezuur (2,5-dihydroxyfenylazijnzuur) is een fenolzuur dat meestal wordt aangetroffen in verschillende stofwisselingsproducten van organismen. Homogentisinezuur komt in relatief grote hoeveelheden voor in de vruchten van de aardbeiboom (Arbutus unedo). Het is ook aanwezig in het bacteriële plantenpathogeen xanthomonas campestris, en in de gist yarrowia lipolytica, waar het betrokken is bij de productie van bruine pigmenten. Homogentisinezuur is eveneens een uitgangsstof voor een van de hoofdbestanddelen van het zweet van nijlpaarden. 
Homogentisinezuur wordt gevormd als tussenproduct tijdens het katabole afbraak van aromatische aminozuren waaronder tyrosine en fenylalanine.

## Homogentisaat
Het zuurrest van homogentisinezuur komt voor in de afbraak van aromatische aminozuren. Deze stof wordt na enkele stappen echter snel omgezet tot fumaraat en acetoacetaat, eveneens twee zuurrestionen. Bij deze afbraak zijn meerdere enzymen betrokken. Homogentisaat kan ophopen in het bloed bij het onwerkzame enzym homogentisaatdioxygenase (meestal als gevolg van een mutatie) in de afbraakroute van tyrosine. Dit enzymdefect wordt geassocieerd met alkaptonurie.
In onderstaand reactiepad ontstaat homogentisaat als derde tussenproduct. 